# І в Аркадії я-1 (Пікар)
І в Аркадії я-1 (Et in Arcadia Ego-1) — дев'ятий епізод першого сезону американського телевізійного серіалу «Зоряний шлях: Пікар». Сценарій епізоду написали Майкл Шебон і Аєлет Волдман, режисування Аківи Голдсман. Перший показ відбувся 19 березня 2020 року.

## Зміст
Використовуючи трансформований канал Боргів, «Ла-Серена» прибуває на батьківщину Соджі, Коппеліус, за кілька днів до ромуланського флоту. Нарек прибуває й атакує, але його зупиняють, коли Артефакт також слідує за ними через трансварпний канал. «Ла-Серена» рухається до планети синтетів варп-лазівкою боргів в хронітонному полі. Корабель виходить із стрибка біля 4-ї планети системи Гуліона — пролетівши 25 світлових років за 15 хвилин. Нарек дає можливість Ріосу підлетіти до Копеліуса і їхні кораблі беруть участь у космічній битві на орбіті.
Нарек цілком міг би знищити «Ла-Серену», якби Сьома-зДев'яти не прибула з Артефактом. але гігантські Орхідеї з поверхні Коппеліуса знесилили їхні судна до того, як визначився переможець. Орхідеї Коппеліуса є карликами порівняно з Кубом Борга, але троє з них здатні нейтралізувати Артефакт і викинути його на поверхню планети. Синтети дистанційно керують гігантськими Орхідеями, які прикріплюються до ворожих кораблів і виснажують у них енергію, а потім дозволяють їм зійти з орбіти та впасти на поверхню планети. Сьома з'являється в тепер уже функціональному кубі Борга, щоб забезпечити підтримку проти Нарека, хоча Орхідеї ловлять і знешкоджують усіх — й Артефакт, командою якого є Сьома, Елнор і вцілілі колишні борги.
Під час аварійної посадки на планету у Пікара починаються видіння з минулого. «La-Sirena» повністю знеструмлена, тому без голографічного терміналу «Sickbay» Джураті не зможе сканувати непритомного Пікара, доки не знайде медичний трикодер старого виробництва. При цьому трикодер вказує на якусь важку хворобу у Пікара — безсимптомна аномалія. Планетарна система захисту у вигляді гігантських орхідей витягує три кораблі на поверхню планети, і Пікару після аварії потрібна медична допомога. Джураті виявляє смертельну хворобу, а Пікар розповідає про це решті команди.
Соджі оповідає команді про її життя на станції Коппеліус. Пікар пропонує здійснити пішу експедицію. Вони бачать зруйнований від жорсткого падіння Куб боргів. Всередині знаходяться живі члени Колективу — один з них називає Пікара «Локутус».
Знайшовши Елнора та Сьому живими в уламках Артефакту, команда рушає до поселення, де були створені Дадж і Соджі. Вони знаходять партнера Меддокса (і сина творця Дейти) Алтана Ініго Сунга з колонією синтетів, включаючи двійню Джанни Сутру. Сутра використовує об'єднання розуму, щоб побачити видіння, яке О показав Джураті, і вірить, що це послання синтетичному життю від вищих істот, які бажають знищити органічне життя. Сун, Соджі та інші синтети підтримують план Сутри покликати цих істот до прибуття ромуланців.
До планети наближаються 218 «Бойових птахів» ромуланців. Соджі звинувачує себе в тому, що привела ромуланців до Коппеліуса. Алтан вибачає її, оскільки вона не знала значення того, що сказала Нареку.
Сутра, розумний андроїд, захоплений культурою вулканців. Вона читала тексти Сурака, чудово грає на каатрі, і якось навчилася вміти виконувати «Mind Meld».
Джураті сказала Пікару, що техніка «фрактального нейронного клонування» Меддокса створює синтетів парами. Станція Коппеліус майже повністю населена близнюками, за винятком Альтана (який не є синтетом) і Сутри (чия близнючка, Джана, мертва). Імовірно, вцілілий близнюк Прекрасної Квітки також там. Деякі з синтетичних істот мають золоту шкіру, як Дейта, очевидно, це попередні моделі. Полонений Нарек скаржиться на те, як з ним поводяться, оскільки він відчуває спрагу та не має доступу до води. Сага запитує: «Як ромуланці ставляться до своїх полонених?» Він кепкує: «Давайте змінимо тему». За пропозицією Алтана Агнес вирішує продовжити роботу Меддокса, щоб спокутувати його вбивство. Нарек стверджує, що боявся — Соджі вб'є його. Тому він намагався вбити її в кімнаті для медитації «Жал Мах» — але це велика брехня, тому що вона тоді ще не активувалася, і не становила небезпеки. Соджі, тепер живий детектор брехні, каже йому припинити розмовляти. Сутра пояснює Нареку, що її бажання вбити його могло переважити негайну потребу в його послугах. На його щастя, перемогла остання потреба. Нарек втікає — убивши Сутру. Під час об'єднання розуму з Джураті Сутра дізналася, що існують позагалактичні синтети, яких можна викликати, щоб знищити все біологічне життя в Чумацькому Шляху.
Один із «дітей» Дейти використовує техніку вулканців — хоча цього разу це об'єднання розуму, а не защемлення нерва. Сутра дозволяє Нареку втекти, а потім використовує той факт, що він убив Сагу на шляху (що, за цих обставин, слід сприймати з недовірою) як доказ того, що органіці не можна довіряти, тим самим виправдовуючи виклик вищої синтетики, щоб знищити органіку цілковито.
Пікар не погоджується з викликом позагалактичних синтетів і потрапляє в полон. Алтан відправляє Пікара під домашній арешт, щоб не дати йому зупинити виклик вищої синтетики, прямою дією або використовуючи патетичні звернення.
До прибуття флоту ромуланців лишається 24 доби.

## Створення
Музичну тему до серіалу написав Джефф Руссо

## Сприйняття та відгуки
На сайті «Rotten Tomatoes» епізод отримав 100 % підтримки на основі відгуків 18 критиків. В резюме зазначено: «„Et in Arcadia Ego“ може відмовитися від глибокого аналізу деяких останніх одкровень Пікара, але його другоплановість та введення нових головних персонажів підвищують ставки на те, що має стати захоплюючою другою половиною».
В огляді «StarTrek.com» зазначалося: «Цей епізод готує основу для захоплюючого завершення: Сутра виступає проти органічного життя, а Пікар намагається зупинити її, перебуваючи під домашнім арештом (і розпалюючи інакомислення). Раффі та Кріс намагаються знову підняти „Ла-Сирену“ в повітря, тоді як Нарек прямує до куба Борга, а доктор Джураті намагається загладити минулі помилки. Незрозуміло, що у Соджі на думці, але вона готова вбити Нарека, і ми анітрохи не звинувачуємо її.»
«Den of Geek»: «Кожного разу, коли хтось у цьому серіалі говорить про „синтетів“, це змушує мене згадати чудовий серіал „Люди“, який тривав протягом трьох сезонів і досліджував соціальні, культурні та політичні наслідки сучасної реальності, у якій антропоморфні роботи були інтегровані в повсякденне життя. Я думаю, що це моя головна помилка щодо центрального сюжету Пікара: ми бачили це раніше, у „Humans“, „Battlestar Galactica“ та в інших фільмах і серіалах.»
«Tor.com»: «Існує багато типів історій із двох частин, але найбільш поширеними є дві. Перший — це тип, де кожна частина є повною історією з початком, серединою та кінцем, але вони пов'язані між собою, а події Частини 2 продиктовані подіями Частини 1. Гарним прикладом цього можуть бути останні два фільми про Месників — „Нескінченна війна“ та „Завершення“. Друге — це те, що ми отримуємо з „Et in Arcadia Ego“, тобто — одна історія, поділена навпіл. У таких ситуаціях Частину 1 часто важко переглянути, оскільки це майже все налаштування. Однак я можу сказати, що перша частина двосерійного фіналу сезону „Пікара“ є, принаймні, хорошою підготовкою.»
«TV Tropes» здійснює детальний розбір аналогій, неспівпадінь та недоречностей епізоду.
Лорі Ольстер з «TrekMovie.com» зазначено: «Цього тижня серіал робить різкий поворот, оскільки готує нас до фіналу сезону. Герої возз'єднуються (і знову розходяться) в рідному світі синтетів, де вони зустрічають нових друзів зі знайомими обличчями.»
«IGN»: «„Et in Arcadia Ego, Part 1“ має завдання створити великий фінал наступного тижня, а також дозволити нам ознайомитися з деякими відкриттями, до яких підводив нас сезон. На жаль, це робиться в досить незграбній манері, яка повертається до випадкових кульгавих науково-фантастичних кліше. Тим не менш, у ньому є кілька приємних моментів, і всі частини вже готові для того, що, сподіваюся, стане великим підсумком сюжетної лінії.»
На сайті «IMDb» станом на вересень 2023 року епізод отримав 7.3 з 10 зірок схвалення при 4100 голосах.

## Знімались
| Актор                  | Роль                   |
| ---------------------- | ---------------------- |
| Патрік Стюарт          | Жан-Люк Пікар          |
| Елісон Пілл            | Агнес Джураті          |
| Іза Бріонес            | Соджі                  |
| Еван Евагора           | Елнор                  |
| Мішель Герд            | Раффі Музікер          |
| Сантьяго Кабрера       | Крістобаль Ріос        |
| Гаррі Тредевей         | Нарек                  |
| Джері Раян             | Сьома-з-Дев'яти        |
| Брент Спайнер          | Альтан Ініго Сунг      |
| Темлін Томіта          | Коммодор О             |
| Браян Дерозан          | ромуланський офіцер    |
| Метт Перфетуо          | Ран                    |
| Майк Перфетуо          | Кодекс                 |
| Джейд Ремсі            | Аркана                 |
| Нікіта Ремсі           | Сага                   |
| Захарі Джеймс Рукавіна | екс-борг               |
| Аполла Астерія         | коппеліанський андроїд |
| Кей Бесс               | комп'ютер "Ла-Серени"  |